# Dorylus faurei
Dorylus faurei is een mierensoort uit de onderfamilie van de Dorylinae. De wetenschappelijke naam van de soort is voor het eerst geldig gepubliceerd in 1946 door Arnold.